# ريبوي
بلدية ريبوي (بالإسبانية: Ripoll) هي بلدية تقع في مقاطعة جرندة التابعة لمنطقة كتالونيا شمال شرق إسبانيا.

## الديموغرافيا
بلغ عدد سكان بلدية ريبوي 10.913 نسمة عام 2011 (وفقاً للمعهد الوطني الإسباني للإحصاء).
| 10.908 | 10.818 | 10.842 | 10.762 | 10.867 | 11.057 | 10.913 |

## أعلام
- تشابي راباسيدا